# Egidia de Lacy
Egidia de Lacy, signora di Connacht (Meath, 1205 circa – ...), da lei sono discesi numerose personalità del regno d'Inghilterra.

## Biografia
Egidia de Lacy, talvolta chiamata Gille, nacque nel 1205 da Margaret Braose e da Walter de Lacy, signore di Meath, nel castello di Trim. Era forse l'ultima di sei figli, uno dei suoi fratelli sposò l'importante ereditiera Isabella Bigod. I suoi nonni materni, Guglielmo de Braose, IV signore di Bramber e sua moglie Matilde de Braose furono tra i favoriti di re Giovanni d'Inghilterra, almeno fino a quando non murò viva Matilde con suo figlio per uno sgarbo nel 1210.
Il 21 aprile 1225 si sposò con Richard Mor de Burgh, signore di Connacht (1194 - 17 febbraio 1243), figlio di William de Burgh.
Dal loro matrimonio nacquero sette figli:
- Riccardo de Burgh, signore di Connacht (morto nel 1248)
- Walter de Burgh, I conte dell'Ulster (1230 - 28 luglio 1271), si sposò con una delle figlie di Isabella Bigod
- Guglielmo de Burgh (morto nel 1270)
- Margery de Burgh (morta dopo il 1º marzo 1253)
- una figlia di cui non è riportato il nome che generò Maud Prendergast
- una figlia di cui non è riportato il nome
- Alice de Burgh

Egidia morì in una data imprecisata, ma da lei sono discesi molti personaggi importanti della storia inglese fra cui si ricordano:
- Margaret di Clare, figlia di sua nipote Juliana FitzGerald e del marito Tommaso di Clare, signore di Thomond
- Elisabetta de Burgh (1289-1327), moglie di Roberto I di Scozia, di cui Egidia era la bisnonna
- Davide I di Scozia
- Elisabetta de Burgh, nuora di Edoardo III d'Inghilterra
- Filippa Plantageneta, moglie di Edmondo Mortimer, III conte di March
- Ruggero, figlio di Filippa ed Edmomdo
- Anna, figlia di Ruggero
- Riccardo, figlio di Anna
- Edoardo IV d'Inghilterra
- Riccardo III d'Inghilterra